# Ignace Berten
Ignace Berten (1940) és un teòleg catòlic romà. Berten estudià teologia catòlica romana. És membre de l'orde catòlica dels dominics. És professor de teologia i ha estat treballant diversos anys a Brussel·les i Estrasburg, és membre d'ESPACES. Berten és un dels Signants del manifest Església 2011, d'aires reformadors. Ha escrit entre altres obres Gemeinwohl im Konflikt der Interessen (Lit, Münster 2004) i Geschichte, Offenbarung, Glaube (Claudius-Verlag, München 1970).